# Ганнівська сільська рада (Новоархангельський район)
| Ганнівська сільська рада — колишній орган місцевого самоврядування у Новоархангельському районі Кіровоградської області з адміністративним центром у с. Ганнівка. Сільській раді були підпорядковані населені пункти: - с. Ганнівка - с. Кагарлик - с. Новопетрівка |

## Склад ради
Рада складалася з 16 депутатів та голови.

### Керівний склад ради
| ПІБ                       | Основні відомості                                                 | Дата обрання | Дата звільнення |
| ------------------------- | ----------------------------------------------------------------- | ------------ | --------------- |
| Бершадська Інна Дмитрівна | Сільський голова, 1965 року народження, освіта, позапартійна      | 26.03.2006   | 31.10.2010      |
| Бершадська Інна Дмитрівна | Сільський голова, 1965 року народження, освіта вища, позапартійна | 31.10.2010   |                 |

Примітка: таблиця складена за даними джерела

## Населення
Згідно з переписом УРСР 1989 року чисельність наявного населення села становила 815 осіб, з яких 357 чоловіків та 458 жінок.
За переписом населення України 2001 року в селі мешкали 683 особи.

### Мова
Розподіл населення за рідною мовою за даними перепису 2001 року:
| Мова       | Відсоток |
| ---------- | -------- |
| українська | 90,92 %  |
| російська  | 3,81 %   |
| молдовська | 2,93 %   |
| вірменська | 1,76 %   |
| білоруська | 0,44 %   |